# Jasumasa Hane
Jasumasa Hane (japonsky: 羽根 泰正, Hane Jasumasa, narozen 25. června 1944) je profesionální hráč go.

## Biografie
Jasumasa Hane byl ve svých aktivních letech jedním z nejlepších hráčů v Nagojské větvi Nihon-Kiin. Je pravděpodobně více znám díky svému synovi, bývalému držiteli titulu Kisei, Naoki Hanemu. Je znám také jako přispěvatel vývoje čínského fuseki. Go studoval u Šimamura Tošihira a dnes učí svého syna, Naokiho, Asana Jasuka a Aoba Kaoriho.

## Tituly
| Titul | Rok                    |
| ----- | ---------------------- |
| Počet | 5                      |
| Óza   | 1990                   |
| Ókan  | 1972, 1978, 1983, 1992 |